# Ordre de Bataille Wojska Polskiego 17 września 1939
Ordre de bataille Wojska Polskiego 17 września 1939

## Kwatera Naczelnego Wodza
- miejsce postoju – m. Kuty nad granicą rumuńską.
- Naczelny Wódz – marszałek Polski Edward Śmigły-Rydz
- szef Sztabu Głównego – gen. bryg. Wacław Stachiewicz
- Minister Spraw Wojskowych – gen. dyw. Tadeusz Kasprzycki

## Dowództwo floty i obrony wybrzeża
- dowódca floty i obrony wybrzeża – kontradmirał Józef Unrug
- dowódca Morskiej Obrony Wybrzeża – komandor Stefan Frankowski

### Lądowa Obrona Wybrzeża
- dowódca – płk Stanisław Dąbek
- 1 Morski Pułk Strzelców – d-ca ppłk Kazimierz Pruszkowski
- 2 Morski Pułk Strzelców – d-ca ppłk Ignacy Szpunar
- d-ca ppłk Stanisław Brodowski:
  - 3 morski batalion strzelców – d-ca mjr Stanisław Zaucha
  - Batalion ON „Gdynia III” – d-ca mjr Franciszek Piotrkowiak
  - 4 morski batalion strzelców – d-ca kpt. Marian Mordawski
  - Batalion ON „Kaszuby V” – d-ca mjr Jan Zagłoba-Smoleński
- I Batalion Rezerwowy (występował jako III/2 mps) – d-ca kpt. Izajasz Pochwałowski
- II Batalion Rezerwowy – d-ca kpt. Jerzy Wierzbowski
- III Batalion Rezerwowy – d-ca kpt. Eugeniusz Nowalsetti
- Krakusi Gdyński Szwadron Kawalerii – por. Mieczysław Budek
- Ochotnicza Kompania Harcerzy
- jednostki paramilitarne
- batalion kosynierów gdyńskich)
- Morski Dywizjon Żandarmerii (bez 1. plutonu) – d-ca mjr Władysław Hercog
- Policja Państwowa
- Morski Dywizjon Artylerii Lekkiej (4 × 105 mm, 7 × 75 mm) – d-ca mjr Władysław Kański
  - 1 bateria – d-ca kpt. mar. Józef Małkiewicz
  - 2 bateria – d-ca por. Eugeniusz Kloc
  - 3 bateria – d-ca por. Stanisław Głuszyk
- pluton artylerii pozycyjnej (2 × 76,2 mm)
- pluton artylerii na lorach
- 1 Morski Dywizjon Artylerii Przeciwlotniczej – d-ca kmdr por. Stanisław Jabłoński
  - 1 bateria – d-ca por. mar. Marian Rostkowski
  - 2 bateria – d-ca kpt. Zenon Kumorkiewicz
  - 3 bateria – d-ca kpt. Władysław Faczyński
  - 4 bateria – d-ca kpt. Józef Janowicz
  - bateria Canet (2 × 100 mm) – d-ca kpt. Antoni Ratajczyk[2]
- 83 Grupa Fortyfikacyjna – d-ca mjr Rudolf Fryszowski
  - 126 rezerwowa kompania saperów – d-ca por. Henryk Orleański
  - 127 rezerwowa kompania saperów – d-ca kpt. Ludwik Paprocki
  - morska kompania rezerwowa saperów – d-ca kpt. Marian Zasztowt
- 1 Morska kompania łączności – d-ca por. Serafin Zieliński
- Morska kompania reflektorów – d-ca kpt. Henryk Gołębiowski
- Lotniczy pluton łącznikowy
- improwizowany pociąg pancerny Smok Kaszubski – d-ca kpt. mar. Jerzy Tadeusz Błeszyński

### Morska Obrona Wybrzeża
- dowódca – komandor  Stefan Frankowski

Rejon Umocniony Hel:
- dowódca – komandor Włodzimierz Steyer
- batalion KOP Hel – d-ca mjr Jan Wiśniewski
- Dywizjon Artylerii Nadbrzeżnej – d-ca kmdr por. Stanisław Kukiełka
- 2 Morski Dywizjon Artylerii Przeciwlotniczej – d-ca kpt. mar. Marian Wojcieszek

## Grupa Armii  „Poznań” i „Pomorze”

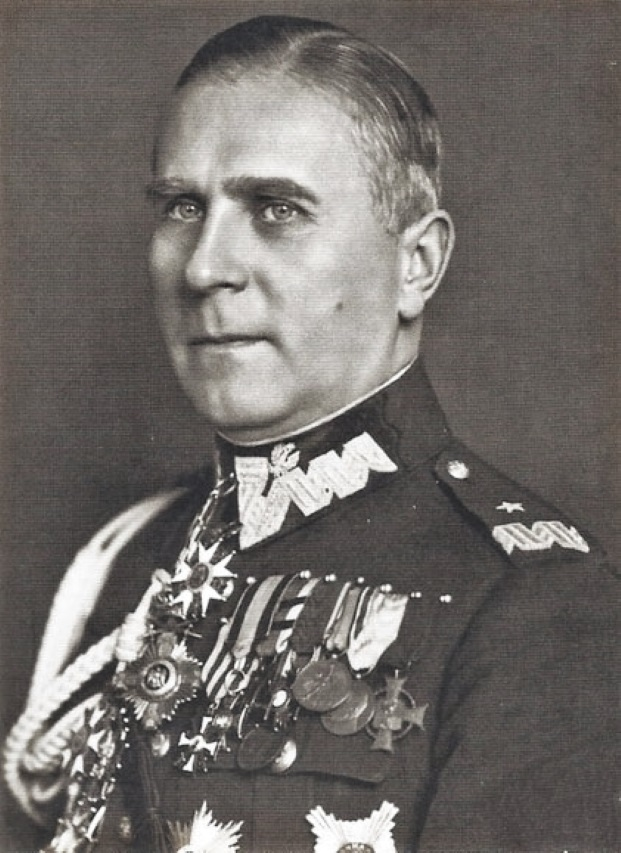
Generał Kutrzeba

- dowódca grupy armii – gen. dyw. Tadeusz Kutrzeba

Armia „Pomorze”:
- dowódca – gen. dyw. Władysław Bortnowski
- 26 Dywizja Piechoty – d-ca płk dypl. Adam Brzechwa-Ajdukiewicz (podległość operacyjna GO „Wschód”)
- Grupa Operacyjna Wschód – gen. bryg. Mikołaj Bołtuć
  - 4 Dywizja Piechoty – d-ca płk Józef Werobej
  - 16 Dywizja Piechoty – d-ca płk dypl. Zygmunt Bohusz-Szyszko
- Grupa Operacyjna Michał – gen. bryg. Michał Tokarzewski-Karaszewicz
  - 9 Dywizja Piechoty – d-ca płk Feliks Jędrychowski
  - 27 Dywizja Piechoty – d-ca gen. bryg. Juliusz Drapella
  - 19 Pułk Piechoty – d-ca ppłk dypl.  Stanisław Sadowski
  - 2 Pułk ON – d-ca ppłk Stanisław Śliwiński
  - 3 Pułk ON – d-ca ppłk dypl. Kazimierz Sabatowski
- Grupa Operacyjna Stanisław – gen. bryg. Stanisław Grzmot-Skotnicki
  - Poznańska Brygada ON – d-ca płk Stanisław Siuda
  - O.W.Konkiewicz – d-ca płk Alfred Konkiewicz
  - 1 Pułk ON – d-ca ppłk dypl. Franciszek Junker
  - Pomorski Pułk Kawalerii – d-ca płk dypl. Jerzy Jastrzębski

Armia „Poznań”:
- dowódca – gen. dyw. Tadeusz Kutrzeba
  - 15 Dywizja Piechoty – d-ca gen. bryg. Zdzisław Przyjałkowski
- Grupa Operacyjna Knoll – d-ca gen. bryg. Edmund Knoll-Kownacki
  - 14 Dywizja Piechoty – d-ca gen. bryg. Franciszek Wład
  - 17 Dywizja Piechoty – d-ca płk Mieczysław Stanisław Mozdyniewicz
  - 25 Dywizja Piechoty – d-ca gen. bryg. Franciszek Alter
  - 7 Pułk Artylerii Ciężkiej – płk Tadeusz Bodnar
  - Samodzielne Zgrupowanie Pancerne – d-ca kpt. ? Szczepanowski
- Grupa Operacyjna Kawalerii gen. bryg. Romana Abrahama
  - Podolska Brygada Kawalerii – d-ca płk dypl. Leon Strzelecki
  - Wielkopolska Brygada Kawalerii
  - 7 Batalion Strzelców.

## Grupa Armii  „Warszawa” i „Łódź”
- Odcinek Warszawa Zachód – płk Marian Porwit
  - 40 Pułk Piechoty Dzieci Lwowskich
  - Legia Akademicka,
  - bataliony ochotników,
- Odcinek Warszawa Wschód – gen. bryg. Juliusz Zulauf
  - większość 5 Dywizji Piechoty
  - 20 Dywizja Piechoty
- elementy 13 Dywizji Piechoty
- Twierdza Modlin:
  - dowódca – gen. bryg. Wiktor Thommée
  - elementy 5 Dywizji Piechoty
  - 8 Dywizja Piechoty (płk Teodor Wiktor Furgalski) (głównie 32 pułk piechoty)
  - elementy 30 Dywizji Piechoty (gen. Leopold Cehak),
  - elementy 2 Dywizji Piechoty Legionów (płk  Antoni Staich)
  - elementy 28 Dywizji Piechoty (gen. bryg. Władysław Bończa-Uzdowski)
- Zgrupowanie Kawalerii (mjr Józef Juniewicz)
- elementy 44 Dywizji Piechoty

Siły / Frontu Centralnego / dowódca (gen. dyw. Juliusz Rómmel)
- Dywizji piechoty – 8
  - 2 Dywizja Piechoty Legionów – 3 bataliony piechoty
  - 5 Dywizja Piechoty (II RP) – 6 batalionów piechoty
  - 8 Dywizja Piechoty (II RP) – 9 batalionów piechoty
  - 13 Dywizja Piechoty (II RP) – 2 bataliony piechoty
  - 20 Dywizja Piechoty (II RP) – 9 batalionów piechoty
  - 28 Dywizja Piechoty (II RP) – 5 batalionów piechoty
  - 30 Poleska Dywizja Piechoty – 6 batalionów piechoty
  - 44 Dywizja Piechoty (II RP) – 5 batalionów piechoty
- Pułki piechoty – 8
  - 1 Pułk Piechoty „Obrony Pragi” – 3 bataliony piechoty
  - 1 „Robotniczy” Pułk Piechoty – 2 bataliony piechoty
  - 2 „Robotniczy” Pułk Piechoty – 2 bataliony piechoty
  - 30 Pułk Piechoty – 3 bataliony piechoty
  - 41 Pułk Piechoty – 2 bataliony piechoty
  - 146 Pułk Piechoty – 2 bataliony piechoty
  - 336 Pułk Piechoty – 3 bataliony piechoty
  - 360 Pułk Piechoty – 5 batalionów piechoty
- Warszawska Brygada Piechoty ON – 2 bataliony piechoty
- Zgrupowanie Pancerno-Motorowe – (kpt. br. panc. Bolesław Kowalski)
- Samodzielne bataliony piechoty – 15
- Samodzielne szwadrony kawalerii – 8
- Działa – lekkie ok. 200 ciężkie ok. 120
- Czołgi lekkie i tankietki ok. 40
- Ponadto w magazynach znajdowało się ok. 60 dział lekkich i 90 ciężkich

Ludwik Głowacki „Obrona Warszawy i Modlina” Wydawnictwo MON Warszawa 1975 wyd.IV str.234

## Front Północny

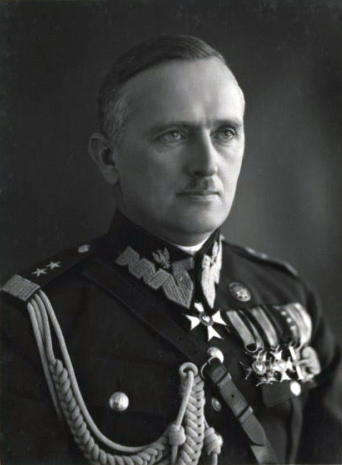
Generał Dąb-Biernacki

- dowódca – gen. dyw. Stefan Dąb-Biernacki
- skład:
- Armia „Modlin”: dowódca – gen. Emil Przedrzymirski-Krukowicz
  - Grupa Operacyjna Piekarskiego – gen. Wacław Piekarski
    - 41 Dywizja Piechoty Rezerwowa – d-ca gen. Wacław Piekarski
    - 33 Dywizja Piechoty Rezerwowa – d-ca płk Tadeusz Zieleniewski

  - Grupa Operacyjna Kowalskiego – gen. Wincenty Kowalski
    - 1 Dywizja Piechoty Legionów – d-ca gen. Wincenty Kowalski
    - Mazowieckiej Brygady Kawalerii – d-ca płk Jan Karcz
    - Kombinowana Dywizja Piechoty – d-ca gen. Jerzy Wołkowicki
- Grupa Operacyjna Kruszewski – d-ca gen. Jan Kazimierz Kruszewski
  -     - 39 Dywizja Piechoty Rezerwowa – d-ca gen. Edward Olbrycht
    - 10 Dywizja Piechoty – d-ca gen. Franciszek Dindorf-Ankowicz
    - 29 Brygada Piechoty – d-ca płk Jan Bratro
    - Grupa Kawalerii ppłk. Wani – d-ca ppłk Edward Wania
- Grupa Operacyjna Kawalerii gen. bryg. Władysław Anders
  -     - Nowogródzka Brygada Kawalerii – d-ca płk Kazimierz Żelisławski
    - Wołyńska Brygada Kawalerii – d-ca płk Julian Filipowicz
    - Kombinowana Brygada Kawalerii d-ca płk Adam Bogoria-Zakrzewski
    - elementy Kresowej Brygady Kawalerii – d-ca płk Jerzy Grobicki
    - 1 Pułk Szwoleżerów – d-ca ppłk Janusz Albrecht

Armia „Modlin”  T.Jurga, Wł.Karbowski  Wydawnictwo MON  Warszawa 1987

## Front Środkowy

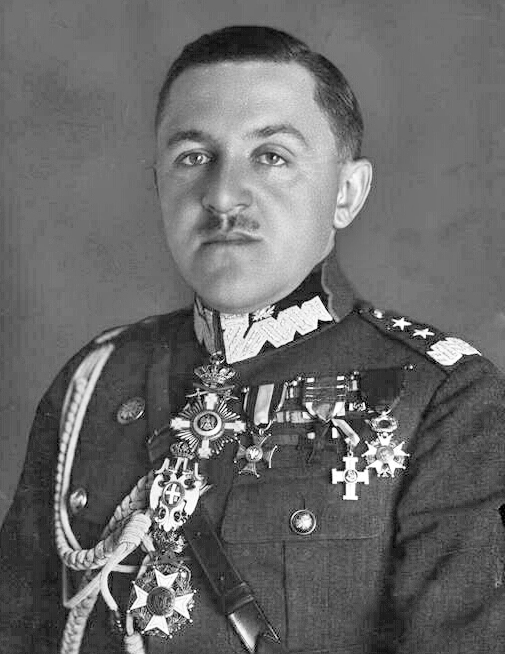
Generał Piskor

- dowódca – gen. dyw. Tadeusz Piskor

Skład:
- Armia Lublin – gen. dyw. Tadeusz Piskor
  -     - Brygada Piechoty Grupa Sandomierz – d-ca ppłk Antoni Sikorski
    - Warszawska Brygada Pancerno-Motorowa – d-ca płk dypl. Stefan Rowecki
    - zgrupowanie pancerne Majewskiego – d-ca mjr Stefan Majewski
- Armia „Kraków” – gen. bryg. Antoni Szylling
  -     - Krakowska Brygada Kawalerii – d-ca gen. bryg. Zygmunt Piasecki

  - Grupa Operacyjna Jagmin – gen. brygady Jan Jagmin-Sadowski
    - 23 Górnośląska Dywizja Piechoty – d-ca płk dypl. Władysław Powierza
    - 55 Dywizja Piechoty Rezerwowa – d-ca płk Stanisław Kolabiński
    - elementy 2 Pułku Strzelców Podhalańskich – d-ca ppłk dypl. Stefan Szlaszewski

  - Grupa Operacyjna Boruta – gen. brygady Mieczysław Boruta-Spiechowicz
    - 6 Dywizja Piechoty – d-ca gen. bryg. Bernard Mond
    - Śląska Grupa Forteczna – d-ca płk Wacław Klaczyński
    - elementy 3 Pułku Strzelców Podhalańskich – d-ca ppłk Julian Czubryt
    - 4 Pułk Strzelców Podhalańskich – d-ca ppłk dypl. Bronisław Warzybok
    - zbiorczy 1 Pułk Piechoty KOP – d-ca ppłk Wojciech Wójcik

Od 16.09 bez łączności z dowództwem znajdowały się:
- -     - Zgrupowanie 5 Pułku Strzelców Podhalańskich – d-ca płk Jan Stefan Woźniakowski – ok. 3000 osób i 22 działa

Władysław Steblik „Armia „Kraków””  Wydawnictwo MON Warszawa 1975

## Front Południowy

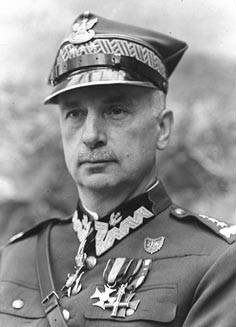
Generał Sosnkowski

- dowódca – gen. broni Kazimierz Sosnkowski
- szef sztabu – płk dypl. Bronisław Rakowski

Skład:
- Armia Małopolska – gen. dyw. Kazimierz Fabrycy
  - 38 Dywizja Piechoty
  - Grupa Operacyjna Jasło – d-ca  gen. bryg. Kazimierz Łukoski
    - 11 Karpacka Dywizja Piechoty
    - 24 Dywizja Piechoty

```
Razem 3500-4000 strzelców, 50 dział lekkich i 30 ciężkich
```

- - Grupa Operacyjna Stanisławów – d-ca  gen. bryg. Gustaw Paszkiewicz
    - Grupa „Stryj – d-ca  gen. bryg. Stefan Dembiński
    - 3 Brygada Górska
    - Grupa „Drohobycz” – d-ca  ppłk Ludwik Dudek
    - Karpacka Półbrygada ON

```
Razem 23 bataliony piechoty /5000-6000 strzelców/ i 6 dział lekkich
```

- - Grupa Operacyjna Dniestr – d-ca  gen. bryg. Maksymilian Milan-Kamski
- Obszar Obrony Lwowa – d-ca  gen. bryg. Władysław Langer
  - 10 Brygada Kawalerii (zmotoryzowana) – płk dypl. Stanisław Maczek
  - Siły we Lwowie – d-ca  gen. bryg. Franciszek Sikorski
    - 35. Dywizja Piechoty Rezerwowa
    - Grupa Grodzieńska płk dypl. Bohdana Hulewicza (3 pułki piechoty i 3 dywizjony artylerii lekkiej)
    - Lwowska Brygada Obrony Narodowej
    - Pułk Piechoty „Obrony Lwowa” – d-ca  ppłk Alfred Greffner
    - Pułk Piechoty OZ 5 DP

```
Razem 20 batalionów piechoty /6000-7000 strzelców/, 180 ckm-ów, 55 dział lekkich i 10 ciężkich
```

- - Siły na zewnątrz miasta – d-ca  gen. dyw. st. sp. Rudolf Prich
    - grupa kawalerii płk dypl. Stefana Iwanowskiego pod Żółkwią
    - oddziały ppłk Ludwika Dmyszewicza pod Hołoskiem

```
Ryszard Dalecki „ Armia KARPATY w wojnie obronnej 1939 r.  K.A.W. Rzeszów 1989
```

## Obrona Lwowa 1939
- Dowódca – gen. bryg. Władysław Langner
- Szef sztabu – płk dypl. Bronisław Rakowski
- Skład Grupy
  - Siły we Lwowie:
    - bataliony marszowe i improwizowane gen. bryg. Franciszka Sikorskiego
    - 35. Dywizja Piechoty Rezerwowa
    - Grupa Grodzieńska płk dypl. Bohdana Hulewicza (3 pułki piechoty i 3 dywizjony artylerii lekkiej)
    - Lwowska Brygada Obrony Narodowej (7 batalionów)

  - Siły na zewnątrz miasta:
    - grupa kawalerii płk dypl. Stefana Iwanowskiego pod Żółkwią
    - oddziały ppłk Ludwika Dmyszewicza pod Hołoskiem
    - 10 Brygada Kawalerii (zmotoryzowana) – płk dypl. Stanisław Maczek

## Grupa Operacyjna „Dubno”
- dowódca – płk Stefan Hanka-Kulesza
- batalion piechoty „Kraków” – kpt. Adam Szczybalski
- batalion piechoty „Równe” – ppłk Jan Wańtuch
- batalion piechoty „Wilno” – dowódca kpt. Teodor Antonowicz
- batalion elektrotechniczny – dowódca mjr Wacław Szpinko
- marszowy Wołyński Pułk Kawalerii – d-ca ppłk Kazimierz Bolesław Halicki
- 12 Dywizjon Artylerii Najcięższej
- pluton czołgów R–35 (z 21 batalionu czołgów lekkich) – dowódca por. Józef Jakubowicz

## Grupa Operacyjna gen. bryg. Franciszka Kleeberga
- dowódca – gen. bryg. Franciszek Kleeberg
- szef sztabu – płk dypl. Mikołaj Łapicki

Skład:
- Podlaska Brygada Kawalerii
- Zgrupowanie „Kobryń” (siedem batalionów piechoty) – dowódca płk Adam Epler
- Zgrupowanie „Drohiczyn Poleski” (trzy bataliony piechoty) – dowódca ppłk Kazimierz Gorzkowski
- Zgrupowanie „Jasiołda” – dowódca mjr Ludwik Rau, ppłk Wilhelm Paszkiewicz
  - 3 Samodz. Batalion C.K.M. d-ca mjr Stanisław Gierka
  - I/78 pp /nadliczbowy/ d-ca kpt. Zygmunt Ziemba
  - 5 Batalion JHP d-ca mjr Lachowicz
- Flotylla Rzeczna Marynarki Wojennej.

## Zgrupowanie Brześć (obrona Brześcia)
(podległość operacyjna GO gen. Kleeberga)
- dowódca – gen. bryg. Konstanty Plisowski
- szef sztabu – ppłk dypl. Alojzy Horak
- Kompania Łączności – ppor. Lucjan Śliwiński
- batalion marszowy 34 Pułku Piechoty – kpt. Tadeusz I. Z. Radziszewski
- batalion marszowy 35 Pułku Piechoty – kpt. Zdzisław Baczyński
- batalion marszowy 82 Pułku Piechoty – kpt. Wacław Radziszewski
- batalion wartowniczy nr 91
- batalion wartowniczy nr 92
- 1 kompania batalionu marszowego 33 Pułku Piechoty
- dywizjon artylerii lekkiej – mjr Stanisław II Komornicki
- 3 Bateria Artylerii Przeciwlotniczej Motorowa Typ A 3 DPLeg
  - dowódca baterii – kpt. Stanisław Małecki
- 56 Batalion Saperów 39 DP (rez.)
- Pociąg pancerny Nr 53
- Pociąg pancerny Nr 55
- 112 Kompania Lekkich Czołgów Wolnobieżnych
- 113 Kompania Lekkich Czołgów Wolnobieżnych
- pluton czołgów rozpoznawczych (zaimprowizowany w 4 Batalionie Pancernym) – ppor. Nagórski

## Korpus Obrony Pogranicza na wschodniej granicy RP

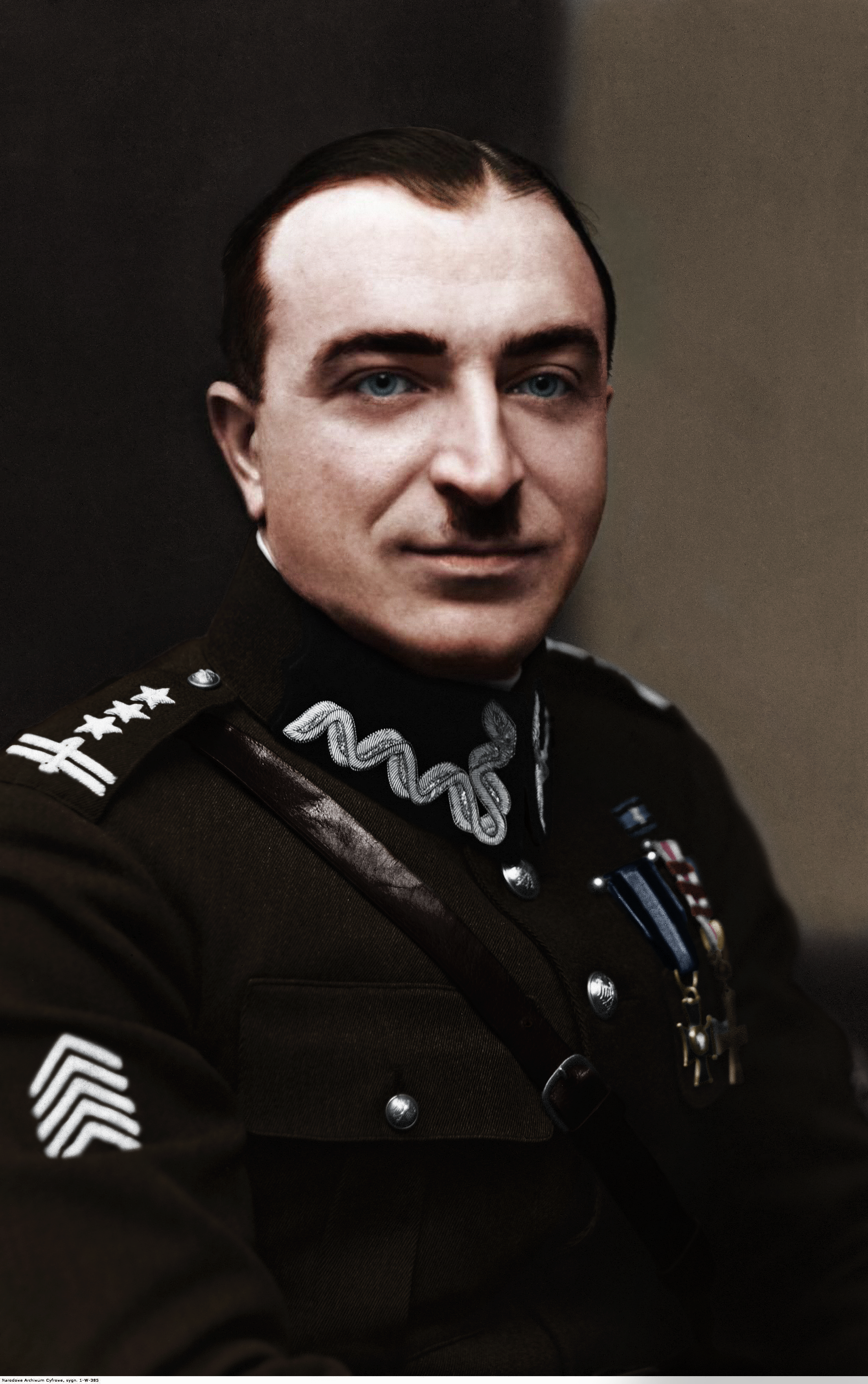
Generał Orlik-Ruckemann

- dowódca –  gen. bryg. Wilhelm Orlik-Rückemann
- Oddziały i pododdziały
  - 135 Pułk Piechoty –
  - 3 Pułk KOP „Głębokie” –
  - Pułk KOP „Wilno” – ppłk Kazimierz Kardaszewicz
    - Batalion KOP „Orany” – kpt. Stanisław Getter
    - Batalion KOP „Troki”
    - Batalion KOP „Niemenczyn” – mjr Czesław Mierzejewski (1896-1963)Czesław Mierzejewski
    - Batalion KOP „Nowe Święciany”

  - Pułk KOP „Głębokie” – ppłk Jan Światkowski
    - Batalion KOP „Łużki”, Batalion KOP „Podświle”
    - Dziśnieńska Półbrygada Obrony Narodowej
      - Batalion ON „Postawy” – kpt. Józef Cader
      - Batalion ON „Brasław” – kpt. Eugeniusz Tokarski

    - Stacja gołębi pocztowych „Postawy”

  - Pułk KOP „Wilejka” – ppłk Józef Kramczyński
    - Batalion KOP „Budsław” (mjr Mieczysław Baczkowski), Batalion KOP „Krasne” (mjr Stanisław Starzyński), Batalion KOP „Iwieniec” (kpt. Edward Nowrat)
    - Szwadron Kawalerii „Iwieniec” (rtm. Ksawery Wejtko), Szwadron Kawalerii „Krasne” (rtm. Konstanty Anton, tymczasowo por. Ryszard Cieśliński)
    - Stacja gołębi pocztowych „Smorgonie”

  - Pułk KOP „Snów” – ppłk Jacek Jura
    - Batalion KOP „Stołpce”
    - Batalion KOP „Kleck” – kpt. Stanisław Zwojszczyk
    - Stacja gołębi pocztowych „Baranowicze”

  - Brygada KOP „Polesie” – płk dypl. Tadeusz Różycki-Kołodziejczyk
    - Batalion KOP „Ludwikowo” – kpt. Andrzej Szumliński
    - Batalion KOP „Sienkiewicze” – ppłk Jan Dyszkiewicz
    - Batalion KOP „Dawidgródek” – mjr Jacek Tomaszewski

  - Pułk KOP „Sarny” – ppłk Nikodem Sulik
    - Batalion KOP „Rokitno” (mjr Jan Wojciechowski)
    - Batalion KOP „Bereźne” (mjr Antoni Żurowski)
    - Szwadron Kawalerii „Bystrzyce"
    - Batalion Specjalny „Sarny”, Batalion Specjalny „Małyńsk” (mjr Piotr Frankowski)
    - Stacja gołębi pocztowych „Sarny"

  - Pułk KOP „Zdołbunów”
    - Batalion KOP „Hoszcza”, Batalion KOP „Ostróg”, Batalion KOP „Dederkały”
    - Dyon Kawalerii „Niewirków"
    - Szwadron Kawalerii „Dederkały"

  - Pułk KOP „Czortków”
    - Batalion KOP „Skałat”, Batalion KOP „Kopyczyńce”, Batalion KOP „Borszczów”
    - Kompania saperów „Czortków"
    - Stacja gołębi pocztowych „Buczacz”

## Obrona Wilna
- bataliony ochotników
- OZ 1 Dywizji Piechoty Legionów

## Obrona Grodna
- bataliony ochotników
- Brygada Rezerwowa Kawalerii Wołkowysk – płk Edmund Heldut-Tarnasiewicz